# Wassili Andrejewitsch Schukowski

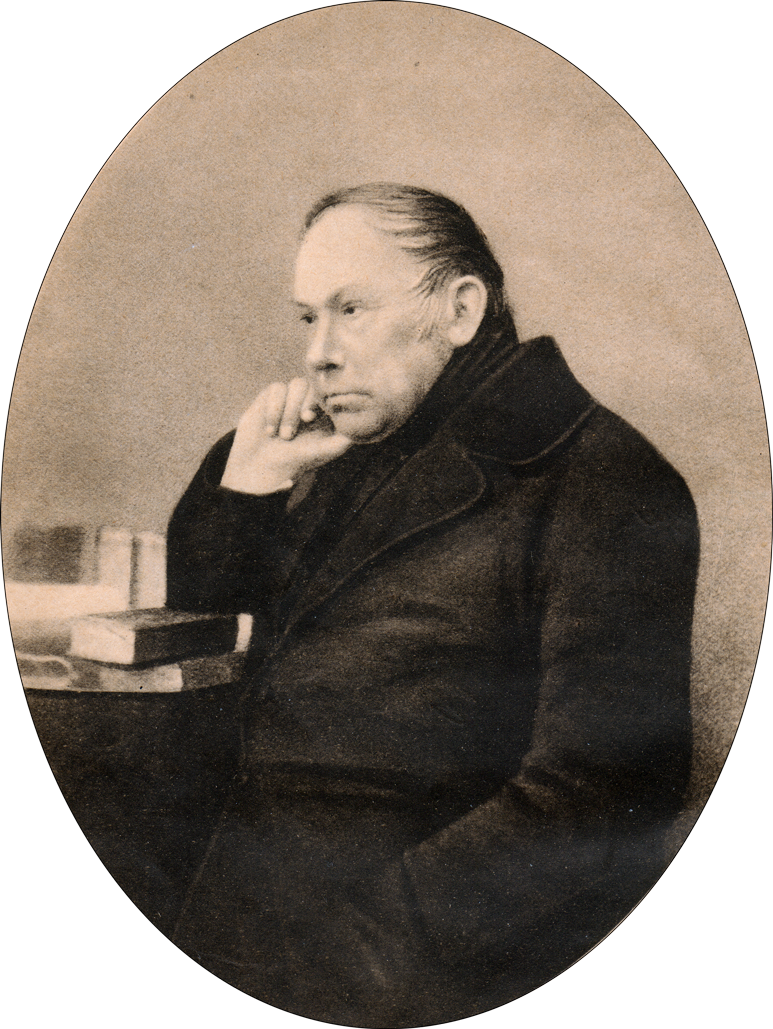
Wassili A. Schukowski um 1850

Wassili Andrejewitsch Schukowski (russisch Василий Андреевич Жуковский, wiss. Transliteration Vasilij Andreevič Žukovskij; * 29. Januarjul. / 9. Februar 1783greg. auf dem Gut Mischenskoje bei Tula, Zentralrussland; † 12. Apriljul. / 24. April 1852greg. in Baden-Baden) war ein russischer Dichter und Übersetzer der Romantik.

## Leben
Schukowski war ein unehelicher Sohn eines Gutsherrn namens Bunin und einer türkischen Leibeigenen. Er wurde nach seinem Paten Schukowski benannt. Seine Jugend verbrachte er in Moskau, wo er im Haus des Dichters Nikolai Michailowitsch Karamsin verkehrte. Seine erste Veröffentlichung war eine Übersetzung von Thomas Grays Elegy Written in a Country Church Yard (1802). Diese Übersetzung gilt allgemein als Beginn der russischen Romantik.
Der Großteil seiner Veröffentlichungen sind freie Übersetzungen einer Vielzahl von Dichtern, von Firdausi bis Friedrich Schiller. Schukowski wurde vor allem für seine erstklassigen, melodiösen Übersetzungen von deutschen und englischen Balladen gerühmt. Eine seiner eigenen Balladen, Swetlana (1808), gilt als Meilenstein der russischen Lyrik. Sie ist seiner Nichte gewidmet, zu der er eine unerwiderte Liebe empfand, die sein Privatleben jahrelang überschattete.
Im Vaterländischen Krieg gegen Napoléon Bonaparte 1812 schloss sich Schukowski der russischen Armee an. In der Folge schrieb er zahlreiche patriotische Werke, unter anderem die Zarenhymne Gott schütze den Zaren!, die von Alexei Fjodorowitsch Lwow vertont wurde.
Um Karamsins anti-klassische Ästhetik zu verbreiten, begründete er die humoristische literarische Gesellschaft „Arsamas“, zu deren Mitgliedern der junge Alexander Puschkin gehörte. Nach dessen Tod sorgte Schukowski als Testamentsvollstrecker für die Veröffentlichung seiner nachgelassenen Werke.

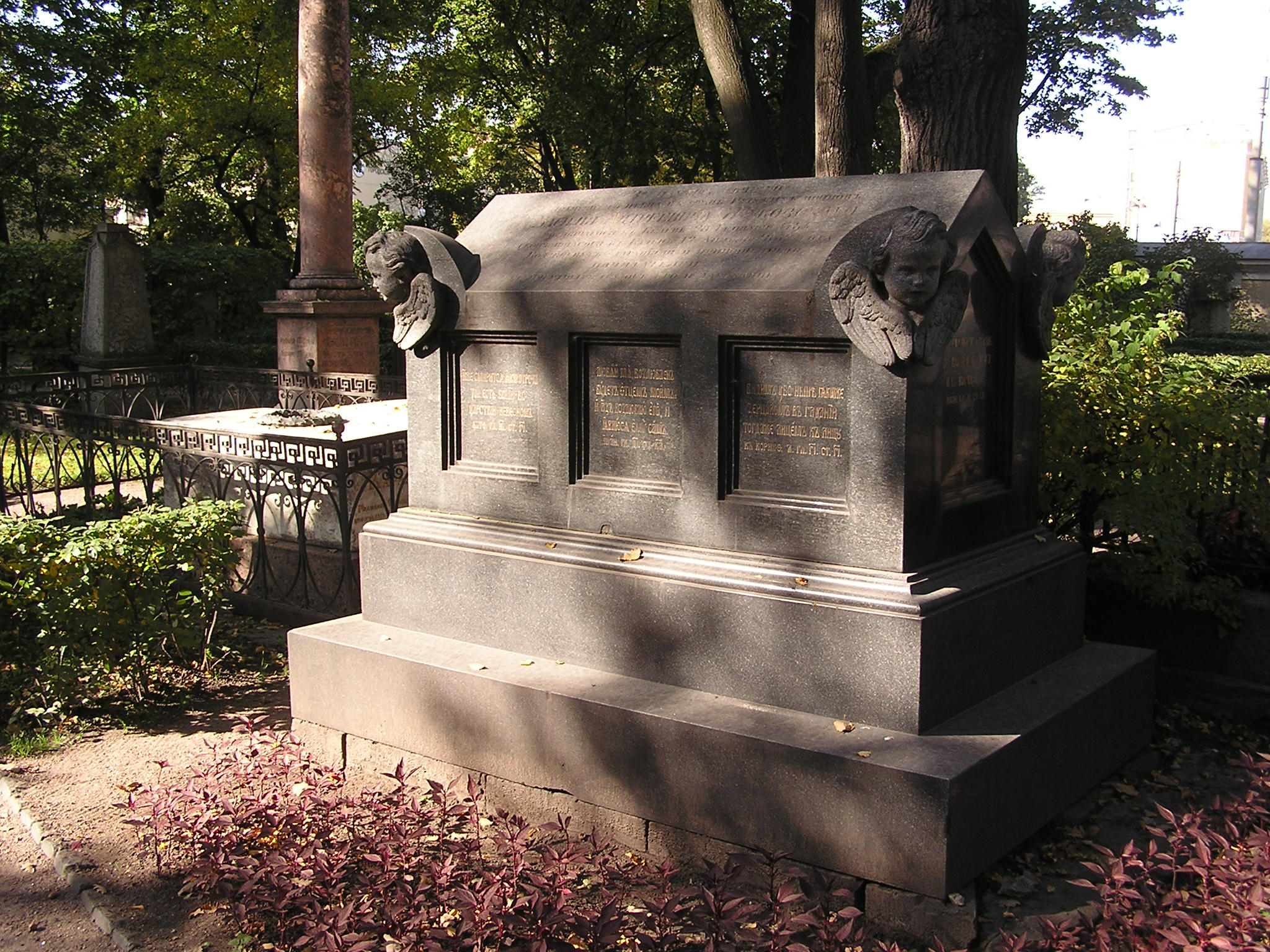
Schukowskis Grab in Sankt Petersburg

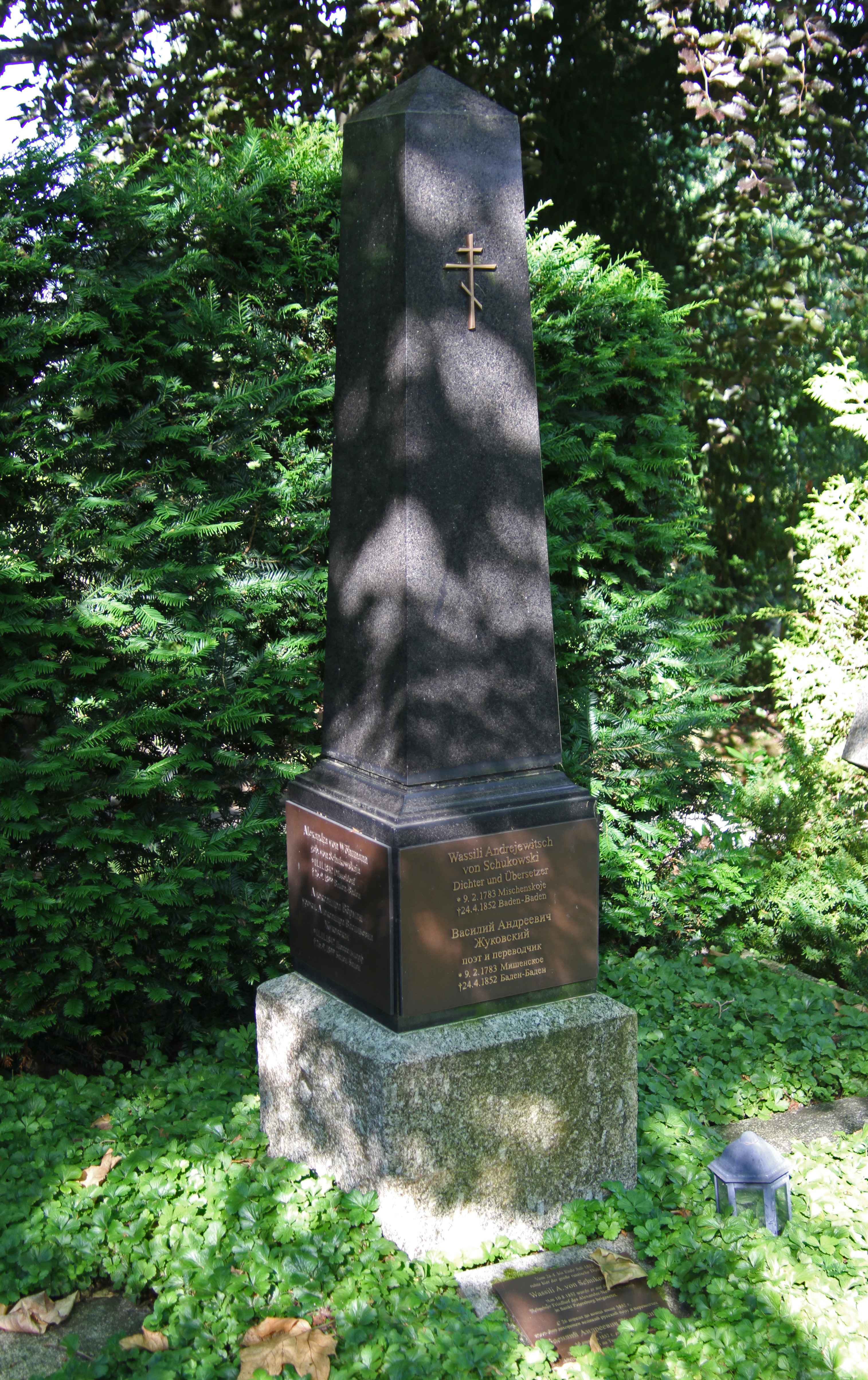
Denkmal auf dem Hauptfriedhof Baden-Baden

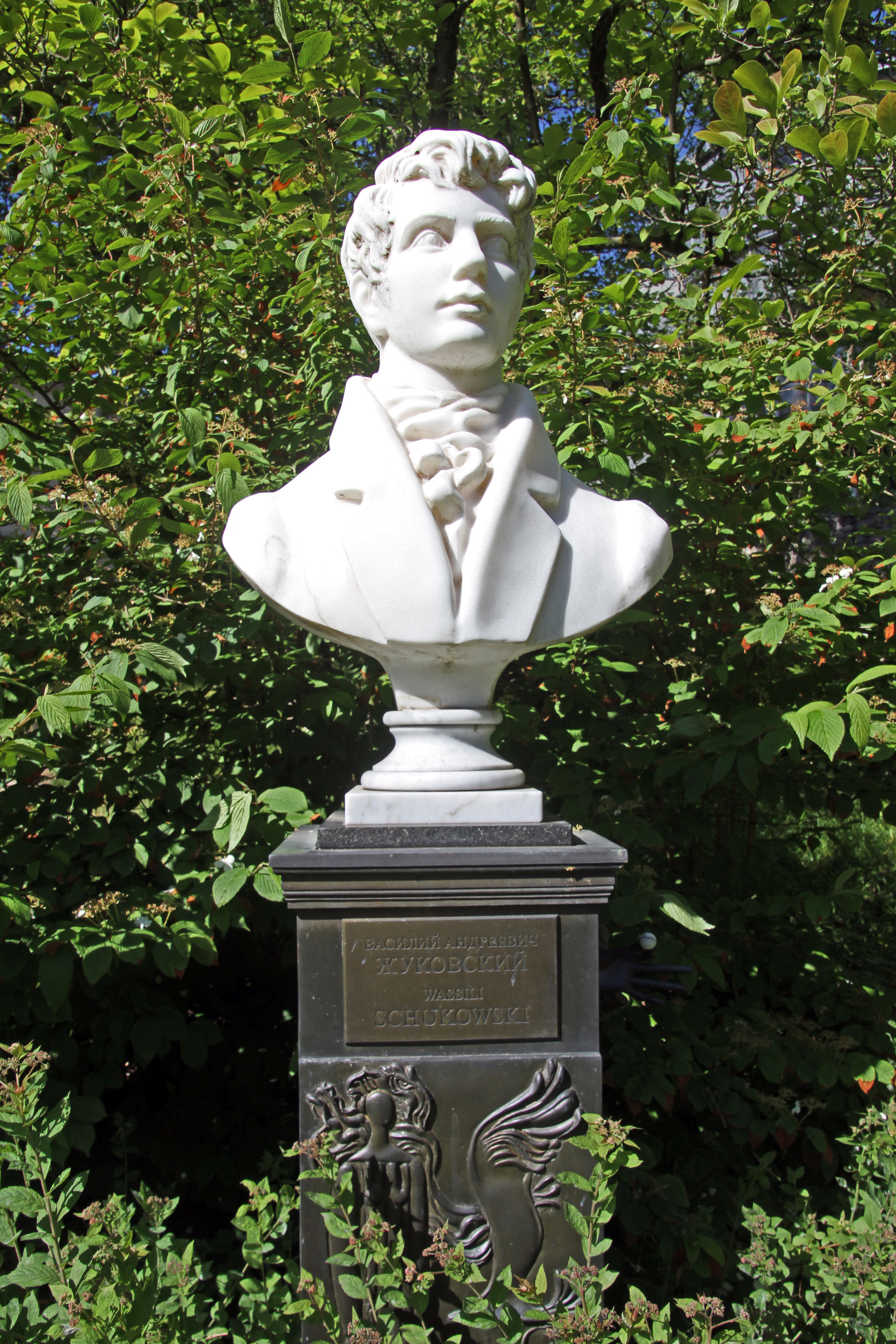
Büste Schukowskis in Baden-Baden

1826 wurde er zum Hauslehrer des Zarewitsch ernannt, des späteren Zaren Alexander II. Sein Einfluss auf diesen soll so groß gewesen sein, dass die liberalen Reformen Alexanders in den 1860er Jahren manchmal auf Schukowskis Erziehung zurückgeführt werden. Schukowski nutzte sein hohes Ansehen am Sankt Petersburger Hof, um rebellischen Autoren wie Alexander Puschkin, Michail Lermontow, Alexander Herzen, Taras Schewtschenko und den Dekabristen zu helfen.
1841 zog er sich aus gesundheitlichen Gründen vom Hof zurück und zog nach Deutschland (in die spätere Villa Metzler, Frankfurt), wo er sich auf die Übersetzung von Homers Odyssee konzentrierte. Das Werk erschien 1849. Ebenfalls 1841 heiratete er Elisabeth von Reutern (1821–1856), die Tochter von Gerhardt Wilhelm von Reutern. 1842 wurde ihre gemeinsame Tochter Alexandra Wassiljewna Schukowskaja geboren, 1845 der Sohn Paul von Joukowsky. Die letzten Jahre seines Lebens verbrachte er im Kreis seiner neuen Familie, zunächst in Düsseldorf und später in Frankfurt am Main.
1828 wurde er Ehrenmitglied der Russischen Akademie der Wissenschaften in St. Petersburg.
1852 starb Schukowski in Baden-Baden, wo er seit 1848 im Palais Kleinmann in der Sophienstraße 5 wohnte. Sein Leichnam wurde nach Russland überführt; er liegt auf dem Friedhof des Alexander-Newski-Klosters in Sankt Petersburg begraben.

## Kunstsammler
Schukowski besuchte Anfang Dezember 1820 erstmals Caspar David Friedrich in seinem Dresdner Atelier. 1830 besaß er mindestens neun Ölgemälde des deutschen Romantikers. In seiner umfangreichen Zeichnungs-Sammlung stammten 50 Zeichnungen von Friedrich. Bedeutende Werke Friedrichs, die durch Vermittlung Schukowskis nach St. Petersburg gekommen sind, kann man heute in der Eremitage besichtigen, wie die Gemälde Auf dem Segler und Die Schwestern auf dem Söller am Hafen.  Schukowski war einer der wenigen Zeitgenossen, denen Friedrich Einblick in seinen Schaffensprozess gab. Nach Friedrichs Tod sorgte er für finanzielle Unterstützung der mittellosen Malerwitwe durch den Zaren.

## Werke
- Wassili Shukowski: Traumsegel Ausgewählte Werke, Insel-Verlag, Leipzig 1988